# Nathalie Richard
Nathalie Richard (* 6. Januar 1963 in Paris) ist eine französische Schauspielerin.

## Leben
Nathalie Richard machte 1986 ihren Abschluss an der Schauspielschule Conservatoire national supérieur d’art dramatique in Paris. Ab dieser Zeit begannen ihre Engagements bei Film und Theater. Zu ihren Arbeiten gehören zahlreiche Nebenrollen, darunter bei Die Viererbande (1989), Irma Vep (1996), Caché (2005) oder Jung & Schön (2013). Ihr Schaffen für Film und Fernsehen umfasst mehr als 130 Produktionen.

## Filmografie (Auswahl)
- 1986: Golden Eighties
- 1989: Die Viererbande (La bande des quatre)
- 1994: Les amoureux
- 1994: Johanna, die Jungfrau (Jeanne la Pucelle)
- 1996: Irma Vep
- 1998: Ende August, Anfang September (Fin août, début septembre)
- 2000: Man liebt es unentschieden (La confusion des genres)
- 2002: Dem Paradies ganz nah (Au plus près du paradis)
- 2002: Merci Docteur Rey
- 2003: Eine Affäre in Paris (Le Divorce)
- 2005: Hotel Marysol (Le Passager)
- 2005: Caché
- 2007: Die Kammer der toten Kinder (La chambre des morts)
- 2008: Wenn Spione singen (Le plaisir de chanter)
- 2010: Alles, was wir geben mussten (Never Let Me Go)
- 2012: Engrenages (Fernsehserie, 1 Folge)
- 2013: Jung & Schön (Jeune & Jolie)
- 2013: Agatha Christie: Mörderische Spiele (Les Petits Meurtres d’Agatha Christie; Fernsehserie, 1 Folge)
- 2013: Violette
- 2013: Halbschatten
- 2017: Bonjour Paris (Jeune femme)
- 2017: Mein Leben mit James Dean (Ma vie avec James Dean)
- 2020: After Love
- 2021: Alles ist gut gegangen (Tout s’est bien passé)
- 2023: Doppelgänger
- 2023: Visions – Tödliches Verlangen (Visions)
- 2023: Animalia (Le règne animal)